# Kontrust
Kontrust es una banda austriaca de crossover originaria de Viena. La banda fue formada en 2001, tras cambiar el nombre original de Suicide Mission a Kontrust. Son conocidos por vestir pantalones de cuero (Lederhose) y sus canciones están escritas en su mayoría en inglés, incorporando ocasionalmente textos en alemán, lenguas eslavas e incluso español. Su sonido se caracteriza por la mezcla de diversos géneros que van desde el heavy metal, rap, música tribal música electrónica e incluso polca.
En 2006 ganaron los Austrian Newcomer Awards, premio otorgado a músicos revelación en Austria.
Durante 2010, el sencillo Bomba, del álbum Time To Tango(2009), estuvo durante cuatro semanas consecutivas en la lista de éxitos de Países Bajos alcanzando la posición número 47.
En ese mismo año, fueron nominados a la categoría Hard&Heavy de los Amadeus Austrian Music Awards, y obtuvieron el primer lugar desbancando inclusive a la banda de Black Metal Belphegor
En 2011 participaron de forma exitosa en el festival Przystanek Woodstock de Polonia en el que tocaron para alrededor de 300.000 personas, rompiendo el récord de mayor audiencia alcanzada por un artista austriaco.

## Miembros
La banda está formada por:
- Julia Ivanova- voces
- Stefan Lichtenberger- voces, guturales
- Michael "Mike" Wolff- guitarra
- Gregor Kutschera- bajo
- Joey Sebald- batería
- Manuel Haglmüller- percusión

## Discografía
Han editado 2 EPs y 6 álbumes de estudio :
- Teamspirit 55, EP (2001)
- Make Me Blind, EP (2003)
- We!come Home (2005)
- Time To Tango (2009)
- Czas na Tango (Reedición en polaco) (2011)
- Second Hand Wonderland (2012)
- Explositive [Limited Edition] (2014)
- We!come home (2023)